# Чирша
Чирша (тат. Чыршы) — село в Высокогорском районе Республики Татарстан, в составе Берёзкинского сельского поселения.

## География
Село находится на реке Касымов, в 20 км к северу от районного центра, посёлка железнодорожной станции Высокая Гора.

## История
Первоисточники упоминают о селе под названием Турнояс с периода Казанского ханства.
Современное название села происходит от татарского слова «чыршы» (ель).
В сословном плане, в XVIII веке и вплоть до 1860-х годов, население села причислялось к государственным крестьянам.
По данным переписей, население села увеличивалось со 187 душ мужского пола в 1782 году до 1045 человек в 1926 году. В последующие годы численность населения села постепенно уменьшалась и в 2017 году составила 308 человек.
В «Списке населенных мест по сведениям 1859 года», изданном в 1866 году, населённый пункт упомянут как казённая деревня Чирша 3-го стана Казанского уезда Казанской губернии. Располагалась при безымянном ключе, по левую сторону Уржумского торгового тракта, в 35 верстах от губернского города Казани и в 25 верстах от становой квартиры в казённой деревне Верхние Верески. В деревне в 89 дворах жили 671 человек (333 мужчин и 338 женщин). Была мечеть.
По сведениям из первоисточников мечеть была построена в 1871 году и существовала в селе в начале XX столетия. Мечеть также была построена в 2003 году.
Административно, до 1920 года село относилась к Казанскому уезду Казанской губернии, с 1965 года относится к Высокогорскому району Татарстана.

## Экономика и инфраструктура
Полеводство, животноводство; эти виды деятельности, а также пчеловодство и некоторые промыслы являлись основными для жителей села также в XVIII-XIX столетиях.
В селе действуют начальная школа, детский сад, дом культуры, библиотека, фельдшерско-акушерский пункт.